# Drogowa Trasa Średnicowa
La Drogowa Trasa Średnicowa (abrégée DTŚ) est une voie rapide polonaise d'une longueur de 31,3 kilomètres. La route est un axe majeur qui dessert la Région urbaine de Katowice en la traversant d'ouest en est. Elle commence son tracé à l'ouest de Gliwice, puis elle dessert les grandes villes de Gliwice, Zabrze, Ruda Śląska, Świętochłowice, Chorzów et Katowice pour finir son trajet à l'est de cette ville, où elle est prolongée par la S86 et par la route nationale 79 (vers Cracovie). La voie a été ouverte tronçon par tronçon à partir des années 2010, pour une mise en circulation complète effectuée en mars 2016. Le projet de prolonger la route à l'Est pour rejoindre la S1 est aussi d'actualité.

## Histoire
Le 4 novembre 2014, le tronçon entre ulica Roosevelta et ulica Kujawska est ouvert à la circulation. Le 20 mars 2016, le dernier tronçon en construction, dans la ville de Gliwice, est ouvert à la circulation. La route est alors entièrement en service.

## Parcours
- 1 ulica Portowa  : Gliwice, Zabrze, Bytom, Opole
- 2 ulica Śliwki/ulica Orlickiego  : Gliwice, Tarnowskie Góry, Rybnik
- 3 ulica Sienkiewicza : Gliwice
- 4 ulica Częstochowska/ulica Dworcowa : Gliwice (gare)
- 5 ulica Konarskiego : Gliwice
- 6 ulica Hutnicza/ulica Robotnicza : Gliwice
- 7 ulica Baildona/ulica Franciszkańska : Gliwice
- 8 ulica Królewskiej Tamy : Gliwice (centre) (Sośnica)
- 9 ulica Kujawksa : Gliwice
- Échangeur entre DTŚ et A1 : Rybnik, Żory, Tarnowskie Góry, Bytom, Piekary Śląskie
- 10 ulica Roosevelta : Zabrze
- 11 ulica De Gaulle'a : Zabrze
- 12 ulica Rymera : Zabrze
- 13 ulica Skargi (demi-échangeur) : Zabrze
- 14 ulica Wolności : Zabrze
- 15 Trasa N-S : Ruda Śląska
- 16 ulica Niedurnego : Ruda Śląska, Bytom
- 17 ulica Bytomska : Świętochłowice, Bytom
- 18 ulica Żołnierska/ulica Nomiarki : Świętochłowice
- 19 ulica gen. H. Dąbrowskiego : Chorzów
- 20 ulica BoWiD: Chorzów
- 21 ulica Gałeczki: Chorzów
- 22 ulica Mieszka I: Katowice
- 23 Dąb : Chorzów, Bytom
- 24 Nowe Centrum: Katowice
- 25 ulica J. N. Stęślickiego/ulica F. W. Grundmanna: Katowice
- 26 ulica Sokolska: Katowice
- 27 rond-point gen. J. Ziętka: Katowice
- 28 ulica J. Dudy-Gracza: Katowice
- Échangeur entre DTŚ, S86/86 et 79 : Sosnowiec, Dąbrowa Górnicza, Tychy, Mysłowice, Jaworzno